# Rufin Schockaert

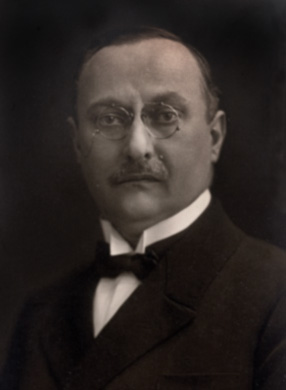
Rufin Schockaert

Rufin Schockaert (* 3. September 1875 als Rufin-Rémi Schockaert in Oordegem (jetzt Ortsteil von Lede); † 16. Dezember 1953) war ein belgischer Dichter, Latinist und Philosoph (in seiner Jugend) und Arzt (Chirurg-Geburtshelfer, der maßgeblich zur Entwicklung der Pinzette mit parallelen Ästen beitrug). Er war der erste Lehrer, der einen Kurs über Gynäkologie erstellte, der diese Disziplin von der Geburtshilfe trennte und sich dafür einsetzte, Operationen und insbesondere den Kaiserschnitt so weit wie möglich zu vermeiden, wenn Alternativen (insbesondere Zangen) verwendet werden können.

## Leben
Als Dichter in seiner Jugend wandte er sich zunächst der Philosophie zu (Lizenz in Philosophie), dann 1896 der Medizin. 1899 besuchte er das Carnoy Institute, wo er sich die Prinzipien der wissenschaftlichen Methode aneignen konnte. Er promovierte 1902 in Medizin und erhielt bei dieser Gelegenheit nach einem Praktikum in der Geburtshilfe bei Eugène Hubert ein LPGD-Diplom. Er gewann den Reisestipendienwettbewerb, der ihn nach Deutschland und Frankreich führte, wo er seine Kenntnisse in Geburtshilfe und Gynäkologie perfektionierte, ein 6-monatiges Praktikum im Dienste von Théophile Debaisieux und schließlich einen Aufenthalt in den Niederlanden absolvierte. Er arbeitete eine Zeitlang im Krankenhaus Saint-Nicolas, dann wurde ihm 1905 angeboten, seinen gerade verstorbenen Lehrer Eugène Hubert zu ersetzen. 1909 wurde er zum „ordentlichen Professor“ ernannt. Kurz vor dem Ersten Weltkrieg (1913) baute er eine von der Geburtshilfe getrennte Abteilung für Gynäkologie auf und trug zur Hervorhebung dieses neuen medizinischen Fachgebietes (vormals in die Chirurgie integriert) bei. Er baute diesen Dienst weiter aus, der während des Zweiten Weltkriegs (1940) 45 Betten erreichte.
Er war verheiratet mit Alice Colette Josephe Marie Schockaert und Vater von Rita de Muelenaere (* 15. September 1912).
Er gab zahlreiche Kurse (zweisprachig, auf Französisch und Flämisch):
- Geburtshilfe (3-bändiger Kurs),
- Gynäkologie (1-bändig)
- Medizinethik

Er galt auch als brillanter Chirurg, und 1932 wurde eine wichtige Veranstaltung organisiert (zur Feier seiner 25-jährigen Lehrtätigkeit). Die bei dieser Gelegenheit gehaltene Rede wurde von der Katholischen Universität Löwen aufbewahrt.